# Quadrado óptico

Um prisma pentagonal

O quadrado óptico usa um prisma pentagonal para refletir e refratar um feixe ou mira de 90 graus. Eles são usado em pares na topografia e em um bloco único na metrologia .
No quadrado óptico, uma lente Horizon é posicionada de modo a formar um ângulo de 120° com o horizonte.
O vidro Index é posicionado de modo a formar um ângulo de 105° com a mira Index.
O ângulo formado entre o vidro Index e o vidro Horizon é de 45°.

## Metrologia
Usado com um autocolimador ou dekkor de ângulo e espelho, ele pode ser usado para validar e verificar a esquadria do eixo da máquina e para medir a esquadria de superfícies. Possui dois espelhos formando um ângulo de 45 graus um do outro. Um é parcialmente prateado, chamado de vidro de horizonte, e o outro é totalmente prateado, chamado de vidro de Index. Ele mede o ângulo por reflexão dupla. Dois prismas podem ser usados como um quadrado óptico.

## Esquadro óptico em topografia

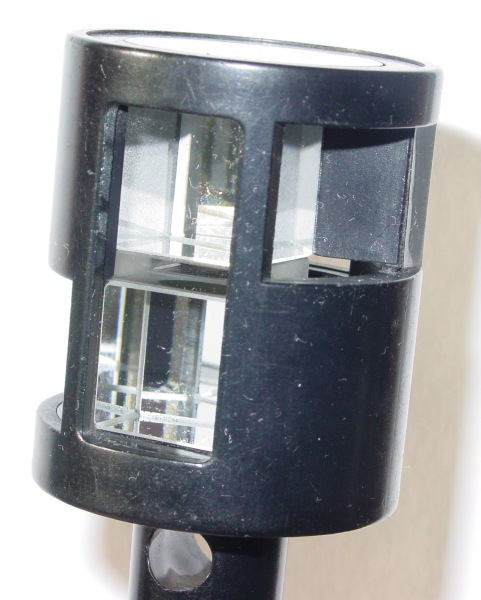
Pentaprisma duplo como o usado em topografia.

Na topografia, ele é usado, por exemplo, como uma ferramenta de uso manual para mirar entre dois postes (geralmente com um fio de prumo pendurado no cabo) e também montado em um cajado de Jacó .